# Schützenstraße 5 (Bergheim)
Das historische Haus in der Schützenstraße 5 (auch „Alte Winterschule“ genannt) ist ein denkmalgeschütztes Gebäude, welches sich in der Innenstadt der Kreisstadt Bergheim im Rhein-Erft-Kreis in Nordrhein-Westfalen befindet.

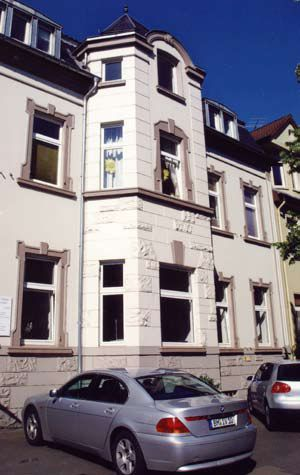
Das historische Haus in der Schützenstraße in Bergheim

## Baugeschichte
Bei diesem Haus, das heute eine Rechtsanwaltskanzlei beherbergt, handelt es sich um die ehemalige landwirtschaftliche Winterschule des Kreises Bergheim (Erft). Auch sie wurde vom Kreisbaumeister Anton Ruland gebaut. In der unteren Etage waren ein Lehrsaal, Versammlungsräume, im Obergeschoss die großzügige Direktorenwohnung vorgesehen. Die Winterschulen waren Einrichtungen des Landwirtschaftlichen Vereins für Rheinpreußen. Da in der Zeit vom November bis März die landwirtschaftlichen Arbeiten auf den Feldern ruhten, eignete sich dieser Zeitraum für die Fortbildung des landwirtschaftlichen Nachwuchses. Und diesem Zweck diente diese Schule, die jeweils nur in den genannten Wintermonaten geöffnet war. Wegen der großen Nachfrage reichten in den 1920er Jahren die Schulräume nicht mehr aus. Deshalb bezog zum Wintersemester 1928/29 die Landwirtschaftsschule, wie sie inzwischen hieß, einen Neubau, der zwischen dem bisherigen Gebäude und dem Bergheimer Rathaus errichtet worden war.

## Heutige Nutzung
Heute ist das Gebäude der Landwirtschaftsschule im Privatbesitz.